# Chrysometa guttata
Chrysometa guttata là một loài nhện trong họ Tetragnathidae.
Loài này thuộc chi Chrysometa. Chrysometa guttata được Eugen von Keyserling miêu tả năm 1881.